# Interlangue (linguistique)
Pour les articles homonymes, voir Interlangue.
L'interlangue ou la langue intermédiaire est, en linguistique, un stade intermédiaire dans l'apprentissage ou l'utilisation d'une langue cible. Celle-ci peut se produire entre un dialecte et une langue standard, ou dans le cas de l'apprentissage d'une langue seconde.
Dans le cadre de l'apprentissage d'une langue, il s'agit de la « grammaire intériorisée de l'apprenant », de la structuration progressive des connaissances, autrement dit du système construit par l'apprenant qui lui est propre et qui suit sa logique interne, à partir des hypothèses qu'il fait sur le fonctionnement de la langue.

## Terminologie
L'interlangue a été dénommé par de nombreux termes renvoyant au même objet (« malgré certaines dispersions théoriques ou méthodologiques »), notamment « système approximatif », « compétence transitoire », « dialecte idiosyncrasique », « système intermédiaire », « interlangue », « système approximatif de communication », « langue de l’apprenant » ou « système approché ».

### Ouvrages
- Klaus Vogel, L'interlangue, la langue de l'apprenant, Presses Universitaires du Mirail, 1995

### Thèses
- Yuan Peng, L’interlangue, aspects linguistiques et culturels (cas du français, langue indo-européenne et du chinois), Université de Limoges (lire en ligne)